# Sloveniens herrlandslag i handboll
Sloveniens herrlandslag i handboll (slovenska: Slovenska rokometna reprezentanca) representerar Slovenien i handboll på herrsidan.

## Historia
Laget etablerade sig i den internationella toppen i början av 2000-talet. Vid EM 2004 på hemmaplan nådde laget final, men föll mot Tyskland med 30–25.
Under 2010-talet har laget lyft ytterligare en nivå, med den forne storspelaren Veselin Vujović som förbundskapten. Vid VM 2013 i Spanien slutade laget fyra och vid VM 2017 i Frankrike tog laget brons.

## Spelare i urval
- Blaž Blagotinšek
- Dean Bombač
- Jure Dolenec
- Matej Gaber
- Vid Kavtičnik
- Beno Lapajne
- Aleš Pajovič
- Roman Pungartnik
- Sjarhej Rutenka (2004–2007)
- Gorazd Škof
- Renato Vugrinec
- Uroš Zorman
- Luka Žvižej